# Jean-Marie Froget
Pour les articles homonymes, voir Froget.
Jean-Marie Froget, né le 28 mars 1880 à Tarare (Rhône) et mort le 26 février 1942 dans la même commune, est un industriel et un homme politique français.

## Biographie

### Enfance et famille
Jean-Marie Froget est le fils de Pierre Antoine Froget (1841-1905), tisseur, et de Louise Naton, ouvrière en soie.
Après avoir fait des études primaires, sans diplômes majeurs, il intègre une entreprise de textile en tant que simple employé. Il gravira tous les échelons jusqu'à devenir directeur d'une usine de fabrication de tissus spéciaux pour pansements.
Il épouse le 3 mars 1904 à Tarare, Louise Aucourt (1881-1935), fille d'un forgeron.

### Carrière politique
Lors des élections municipales de 1919, il est élu comme conseiller municipal de Tarare. Il est maire de 1925 à 1927, où son adjoint, Jean Dulk, le remplace, puis à nouveau de 1929 à sa mort. Pendant ses quatorze ans de mandat, il est à l'initiative de plusieurs projets comme l'hôpital-maternité, un établissement de bains-douches, une piscine et des camps de vacances.
En 1924, il est élu conseiller général du Rhône pour le canton de Tarare, succédant à Eugène Ruffier, mais laisse rapidement sa place à Pierre Thévenet en 1925.
Il devient sénateur du Rhône lors des élections du 20 octobre 1935, sur la liste radicale menée par Justin Godart, au troisième tour de scrutin et en quatrième position (423 voix sur 825 votants). Il est inscrit au groupe de la gauche démocratique et membre des commissions des pétitions et du commerce. Il vote le 10 juillet 1940 à Vichy la loi accordant les pouvoirs constituants au maréchal Pétain. Après le Congrès de Vichy et son vote positif en faveur de la révision constitutionnelle, Jean-Marie Froget se retire à Tarare.
Par un arrêté du 15 janvier 1942 faisant suite à la loi du 16 novembre 1940 relative à la réorganisation des corps municipaux, il est déclaré "démissionnaire d'office" de son mandat de maire et sera remplacé par l'industriel Emile Thivel (1891-1975),.

Il meurt le 26 février 1942 dans la commune qui l'a vu naître, à 61 ans, alors qu'il est encore en exercice au Sénat. Il est inhumé au cimetière de Tarare au côté de sa famille et notamment d'Antoine Aucourt (1849-1935), son beau-père, et ancien maire de Tarare (1908-1912).

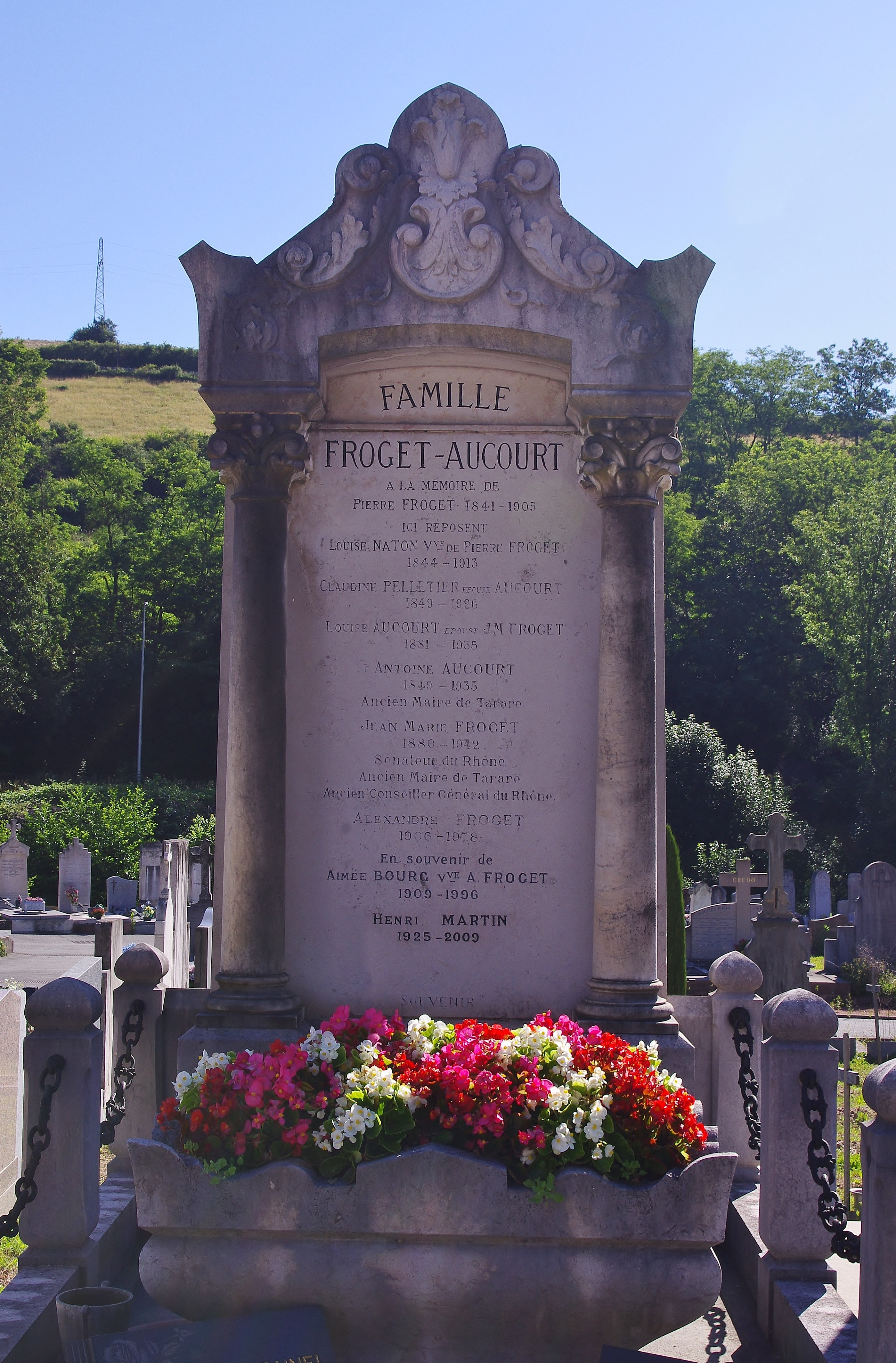
Tombe de Jean-Marie Froget et sa famille

## Détail des mandats et des fonctions

### Mandats parlementaires
- 23 octobre 1938 - 26 février 1942 : Sénateur du Rhône[2]
- 20 octobre 1935 - 23 octobre 1938 : Sénateur du Rhône[2]

### Mandats locaux
- 21 mai 1929 - 15 janvier 1942 : Maire de Tarare[4]
- 10 mai 1925 - 1927 : Maire de Tarare[2]
- 1924 - 1925 : Conseiller général du Rhône du canton de Tarare[2]
- 07 décembre 1919 - 03 mai 1925 : Conseiller municipal de Tarare[2]

## Sources
- « Jean-Marie Froget », dans le Dictionnaire des parlementaires français (1889-1940), sous la direction de Jean Jolly, PUF, 1960 [détail de l’édition]